# Stânjen
Stânjenul este o unitate de măsură arhaică a lungimii. Stânjenul este adeseori aproximat cu lungimea corpului uman sau deschidera brațelor, iar submultiplii cunoscuți al acestuia sunt părți din corpul uman, precum piciorul, pasul, cotul, palma și degetul. În Europa stânjenul a avut ca model comun stânjenul antic grec, de șase picioare, însă a variat în timp, de la o țară la alta, între regiuni, orașe, profesii, în funcție de dimensiunea etalonului folosit. Se cunosc și destule excepții, relevante pentru țările române.
În Transilvania stânjenul a fost menționat din Evul Mediu, iar din secolul al XVI-lea și dincolo de Carpați, în Țara Românească și Moldova. La români, ca și la alte popoare din Europa, stânjenul a fost folosit până la înlocuirea lui cu sistemului metric, în a doua jumătate a secolului al XIX-lea.

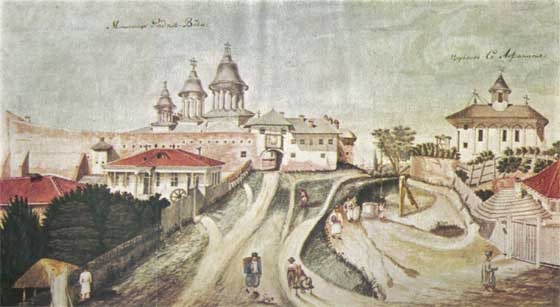
În octombrie 1832, când s-a verificat etalonul stânjenului în Țara Românească, Vornicia din Lăuntru a solicitat egumenului Mănăstirii Radu Vodă „fiind de trebuință a se lua o măsură după stânjenul lui Șerban vodă”, să se dea voie unui reprezentant al său „să ia măsură pe acea piatră căci este foarte trebuincioasă”. Mănăstirea Radu Vodă la 1830.

## Stânjenul la români
Stânjenul este aproximat la români uneori cu lungimea corpului uman sau deschidera brațelor, fiind sinonim în limba română cu „statul de om” sau „brațul”. Submultiplii cunoscuți al acestuia sunt părți din corpul uman, precum piciorul, pasul, cotul, palma și degetul. Deoarece denumirile acestor măsuri sunt de origine latină se presupune că ele au fost folosite din vechime de strămoșii noștri. Cu toate acestea stânjenul apare târziu în documentele de cancelarie din Moldova și Țara Românească, unde vânzările de pământ s-au făcut în părți de sate, moși (bătrâni), delnițe, funii, coarde, ș.a. și numai mai târziu se trece la măsurători în stânjeni sau pași.
De remarcat că la români nu s-a impus stânjenul antic de șase pași. În Moldova și Țara Românească stânjenul era stabilit prin opt palme iar în Transilvania medievală stânjenul oficial avea 10 picioare sau 16 palme. Spre mijlocul secolului al XIX-lea, stânjenul avea în cele trei provincii istorice românești aproximativ următoarele valori:
- 1,896 m în Transilvania
- 1,962 m în Țara Românească
- 2,230 m în Moldova

### Stânjenul în Transilvania
În Transilvania au circulat mai multe standarde ale stânjenului, dintre care se disting în principal stânjenul vechi regal maghiar de 10 picioare și stânjenul imperial austriac de șase picioare. Stânjenul austriac a fost introdus după ocuparea Transilvaniei de către Imperiul Habsburgic în 1685, înlocuindu-l pe cel medieval maghiar. Cei doi stânjeni au circulat o bună vreme paralel, cel nou în practica oficială, iar cel vechi împreună cu unele forme regionale și locale în cotidian.

#### Stânjenul regal maghiar
Stânjenul regal maghiar își are originile în Evul Mediu, din vremea regelui Sfântul Ștefan. Una dintre cele mai vechi menționări se păstrează de la anul 1270: „amplexus ... cum mensura regia, iuxta regni consuetudinem approbata”. La baza acestui stânjen se află un sistem decimal, de zece picioare, foarte rar folosit în Europa. În afară de picior, stânjenul regelui Sfântul Ștefan folosea și palma ca diviziune, 16 palme fiind un stânjen. Alte diviziuni cunoscute ale stânjenului regal maghiar sunt degetul, cotul și pasul.
Pentru stânjenul regal maghiar sunt cunoscute numeroase etaloane. Se remarcă cel păstrat în Administrația Camerală de Buda de la Bratislava în 1702, în care palma regală măsura 19,54 cm, iar stânjenul totaliza 3,126 m. Pentru Transilvania este semnificativ Tripartitul lui Werböczi, culegerea de legi din 1517 ce a stat la baza Principatului Transilvaniei. În această culegere a fost însemnat etalonul palmei regale maghiare de 19 cm, care dă o valoare a stânjenului regal de 3,04 m. Însă și acest etalon variază de la o ediție la alta a culegerii. În ediția tipărită la Debrecen în 1565, etalonul palmei este de 18 cm, iar stânjenul are dimensiunea de 2,88 cm. Acesta din urmă este cel folosit de meșterii bisericilor de lemn din Maramureș în secolele al XVII-lea și al XVIII-lea.

#### Stânjenul imperial austriac
Stânjenul austriac sau „stânjenul de Beci”, numit „klafter” în germană, „öl” în maghiară, și „orgie” în greacă, avea în timpul Mariei Tereza 1,89635 m, aproape identic cu cel înlocuit de metru la 1875: 1,89648 m. Stânjenul se diviza în 6 „picioare”. Piciorul de Beci (31,6 cm) era cunoscut și sub numele de „urmă” și „șuc”, cel din urmă preluat din denumirea oficială germană „schuh”. Un „picior” era la rândul lui împărțit în 12 „degete”. Degetul de Beci este și astăzi cunoscut și sub forma de „țol”, preluat din germanul „zoll”. Degetul de Beci avea lungimea de 2,63 cm. În forma prescurtată de notare a sistemul austriac lățimea bisericii de lemn din Săliștea Veche este de 2° 1' 5“, ceea ce însemna 2 stânjeni (orgii), 1 picior (șuc) și 5 degete (țoli), în total 425 cm.

### Stânjenul în Țara Românească

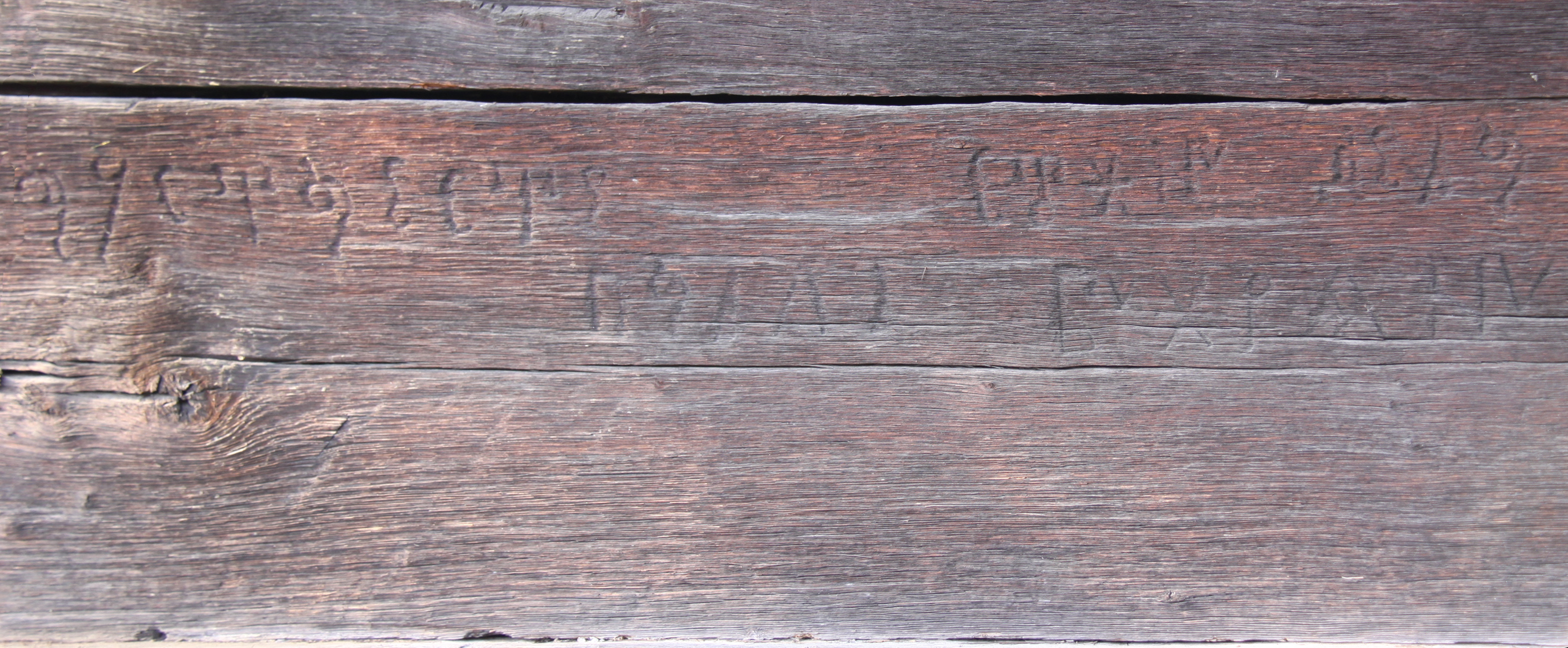
„Acesta este stă[n]jenu de la Craiova de opt palme, Bujorianu”. Inscripție cu măsura palmei săpată în peretele bisericii de lemn din Mănăilești-Moșteni, Vâlcea.

Cea mai veche menționare documentară este din 1526, într-un act de vânzare din satul Frăsinet. În documentele de cancelarie în limba slavonă, din secolele 16, 17 și 18, apare sub forma slavă сэжэн iar în documentele scrise în limba română este adeseori prescurtat „stej”. Mărimea stânjenului din secolele 16 și 17 este necunoscută, însă după obiceiul țării era la nevoie confecționat pe loc din opt palme: „cum iaste obiceaiul moșiilor”. Stânjenul era submultiplul funiei, o funie de doisprăzece stânjeni fiind folosită la măsurarea unei moșii, după obicei, numai pe lățime.
De la sfârșitul secolului 17, în Țara Românească sunt cunoscuți doi stânjeni etalon, stânjenul lui Șerban vodă și stânjenul lui Constantin vodă. Introducerea a doi stânjeni diferiți a creat multe probleme la efectuarea măsurătorilor. De aceea, pentru a evita neînțelegerile, se cerea folosirea stânjenului cu care se făcuse anterior măsurătoarea unei moșii . În 1855 s-au unificat cei doi stânjeni vechi într-unul mediu, adaptat sistemului metric, cunoscut sub numele de stânjenul lui Știrbei vodă.

#### Stânjenul lui Șerban vodă
Stânjenul lui Șerban vodă a fost stabilit în timpul domniei lui Șerban Cantacuzino (1678-1688). Pentru a păstra neschimbată în timp mărimea stânjenului stabilită de domnie, acesta a fost folosit la dimensionarea coloanelor din porticul Mănăstirii Cotroceni, ctitoria domnitorului. În măsură modernă stânjenul lui Șerban vodă păstrat la Mănăstirea Cotroceni avea 1,962 m. Stânjenul lui Șerban vodă a fost cel mai adesea folosit, până la introducerea sistemului metric.

#### Stânjenul lui Constantin vodă
Stânjenul lui Constantin vodă a fost stabilit în timpul domniei lui Constantin Brâncoveanu (1688-1714). Acesta a primit patru degete mai mult decât cel anterior, a lui Șerban vodă. Într-o scrisoare din 1853 se arată că mărimea stânjenului lui Constantin Brâncoveanu „se află determinată încă din 1838 de către o comisie ce a fost atunci orânduită de Logofeția Dreptății, după ale căreia cercetări s-a găsit că stânjenul lui Constantin vodă este de 2020 milimetri, adică mai mare decât a lui Șerban vodă cu 58 milimetri și după această alegere de atunci s-a și consacrat aflata măsură prin multe uvraje date la tipar. Stânjenul lui Constantin vodă a fost folosit mai rar decât cel al lui Șerban vodă, fiind întâlnit îndeosebi în Oltenia.

#### Stânjenul lui Știrbei vodă
Stânjenul lui Știrbei vodă a fost stabilit în timpul domniei lui Barbu Știrbei (1849-1853 și 1854-1856). În septembrie 1855 Vornicia din Lăuntru a propus și domnul Barbu Știrbei a aprobat ca stânjenul folosit în țară „să se determineze după sistemul metric, hotărându-se a fi pe viitor de o lungime de 2000 de milimetre sau de 2 metre și aceasta să serve de bază de acum înainte la toate măsurătorile în general.” Acest stânjen era așadar dublul metrului, notat și „metru 2”, fiind împărțit după sitemul zecimal în zece palme. Din stânjenul nou, a lui Știrbei vodă, s-au făcut 50 de modele de fier „cu o perfectă exactitate, verificate de Comisia tehnică și ștampate de Ministerul Justiției”, care au fost împărțite la magistraturi și tribunale pentru a servi ca etalon.

### Stânjenul în Moldova
În Moldova stânjenul este cunoscut din 1612. Mărimea sa era de 8 palme, ca și în Țara Românească. Spre deosebire de Țara Românească, în Moldova nu s-a impus un etalon și din această cauză stânjenul a variat după mărimea palmei. Grigore II Ghica, care a domnit în Moldova cu întreruperi între anii 1726-1748, a încercat fixarea unui etalon al stânjenului. Din porunca sa a fost confecționat un stânjen etalon care a fost fixat pe peretele bisericii Sfântul Nicolae Domnesc din Iași. „Stânjenul domnesc” a variat semnificativ în timp, în funcție de palma folosită, măsurând 2,376 m în 1790, 2,264 în 1842 și 2,23 în 1864.
În practica țării stânjenul se făcea pe loc din opt palme, primind numele celui a cărui palmă se folosea. Când stânjenul avea opt palme „domnești” sau „gospod” se numea „stânjen domnesc”, iar când palma cu care se măsura era „proastă” sau „de om de mijloc”, stânjenul purta numele de stânjen „prost”, respectiv „de mijloc”. În general „stânjenul domnesc” era mai mare decât ceilalți iar cel prost mai mic. În 1842 „stânjenul domnesc” măsura 2,26 m, cel „de mijloc” 2,056 m iar cel „prost” numai 1,704 m. În afara acestor stânjeni mai se foloseau stânjeni specifici unor orașe moldave, fiind cunoscuți stânjenul de Galați, care măsura 2,296 m, și „stânjenul Hoșmăndei”. Folosirea acestor stânjeni de mărimi variabile la măsurătoarea pământului crea numeroase conflicte. Pentru evitarea lor, în foarte multe cazuri se însemna pe documentele de hotărnicie mărimea palmei folosite la confecționarea stânjenului.

## Stânjenul în Europa
Stânjenul rusesc a avut valoarea de 2,1336 m și se definea ca 3 arșini. În Rusia a mai fost cunoscut de asemenea stânjenul pieziș și cel  volant.